# 메시에 18

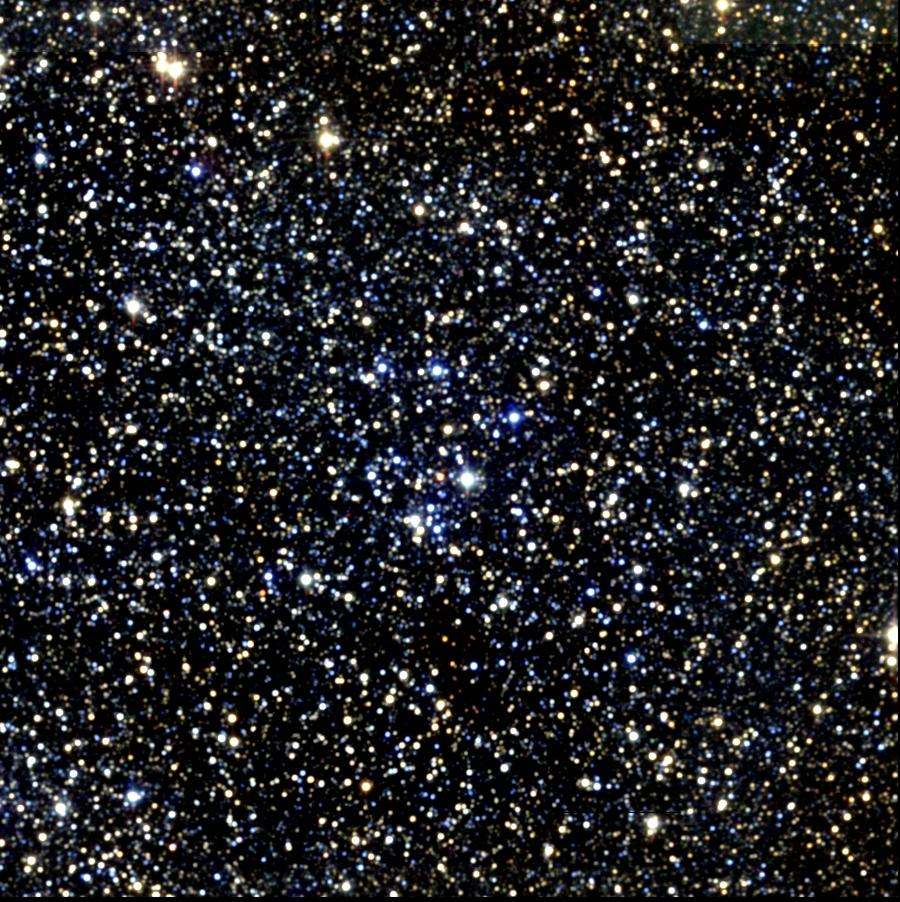
메시에 18

메시에 18(NGC 6613)는 궁수자리에 있는 산개 성단이다. 1764년 샤를 메시에가 메시에 천체 목록에 넣었다.
M18은 오메가 성운과 M24 사이에 있으며, 지구에서 약 4,900 광년 떨어져 있다. 겉보기 등급은 +7.5등급, 시직경은 9분으로, 생성된 지 약 3,200만 년 된 것으로 추정된다.

## 같이 보기
- 메시에 천체 목록